# La séptima profecía
La séptima profecía (título original: The Seventh Sign) es una película de terror de 1988, dirigida por Carl Schultz y como protagonista principal Demi Moore, que esperaba un hijo tanto en el filme como la vida real.

## Trama
Acontecimientos raros ocurren en todo el mundo. Mientras tanto, en la vida del matrimonio Quinn, con ella a punto de dar a luz, un individuo aparece buscando alquilar una habitación que ofrecen. Su objetivo principal es tratar de que la mujer comprenda la gravedad de la situación y su responsabilidad y sacrificio para salvar al mundo, convirtiéndose en el séptimo sello o la séptima profecía. Una antigua leyenda judía  dice que una vez que todas las almas desciendan y se vacíen del Guf, la sala de las almas ubicada en el séptimo cielo, eso indicará la llegada del mesías. Solo un acto de fe pura puede evitar la sentencia apocalíptica definitiva.
Finalmente llega el momento y tiene que hacer una decisión.

## Elenco
- Demi Moore como Abby Quinn.
- Michael Biehn como Russell Quinn.
- Jürgen Prochnow como David Bannon.
- Peter Friedman como Padre Lucci
- Manny Jacobs como Avi.
- John Taylor como Jimmy Szaragosa.
- Lee Garlington como Dra. Margaret Inness
- Akosua Busia como Penny Washburn.
- Harry Basil como un vendedor de cosas para chicos.
- Arnold Johnson como el conserje.
- John Walcutt como el Novicio.
- Michael Laskin como el Coronel israelí.
- Hugo Stanger como Padre Bairun (viejo sacerdote).
- Patricia Allison como la administradora.
- Ian Buchanan como Sr. Huberty
- John Heard como Reverendo.
- 'Leonardo Cimino como el Jefe Cardenal.